# توماس بوهير
توماس بوهير (بالفرنسية: Thomas Bohier)‏ ، (من مواليد عام 1460 في إسوار في أوفيرني وتوفي في 24 مارس 1524) ،في مخيم فيجيلي في ميلانو في إيطاليا .اشْتُهِرَ ببناء قصر شينونسو ، والذي كانت زوجته كاثرين بريسوني تشرف على بناءه.

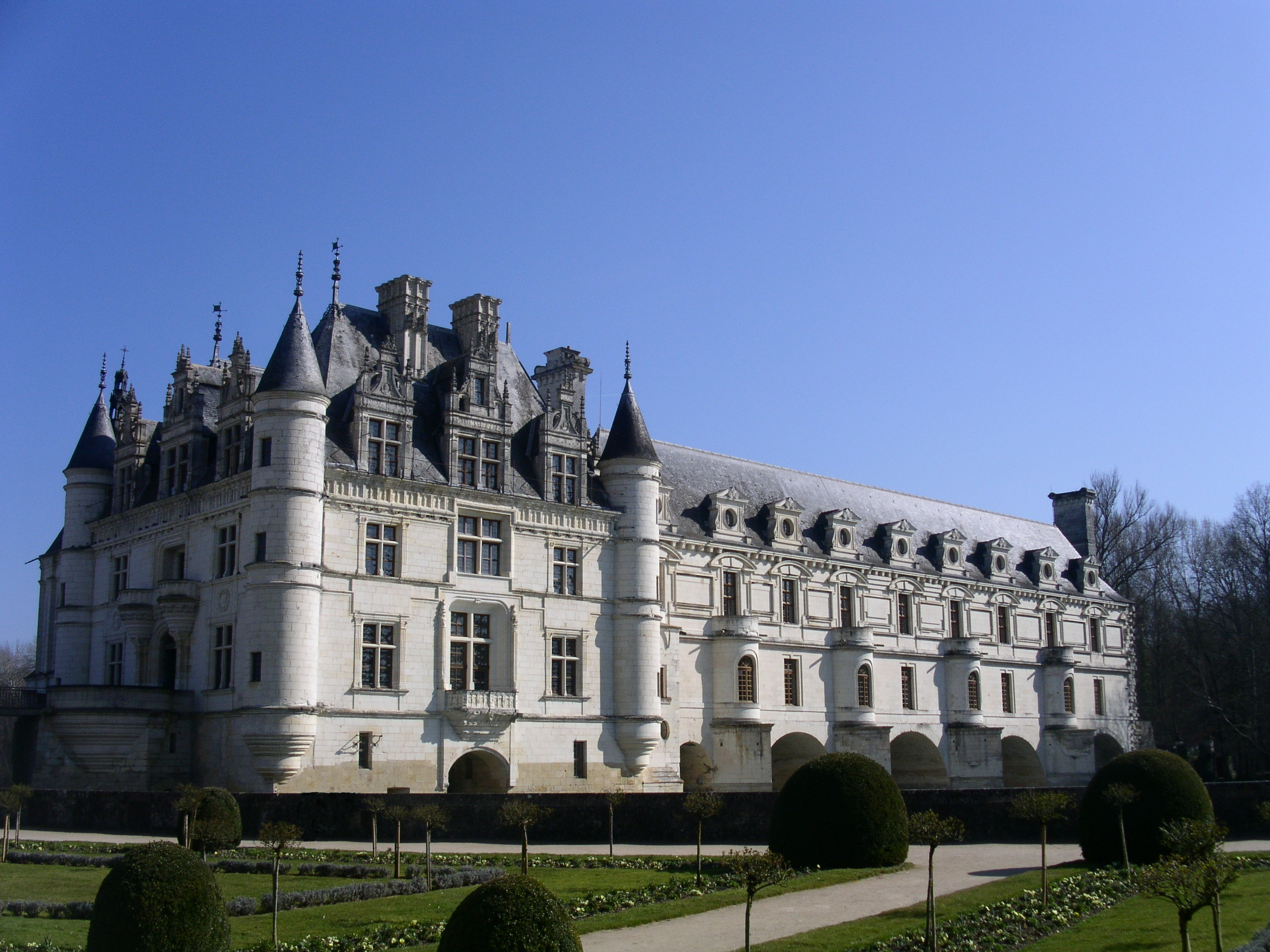
قصر شينونسو.

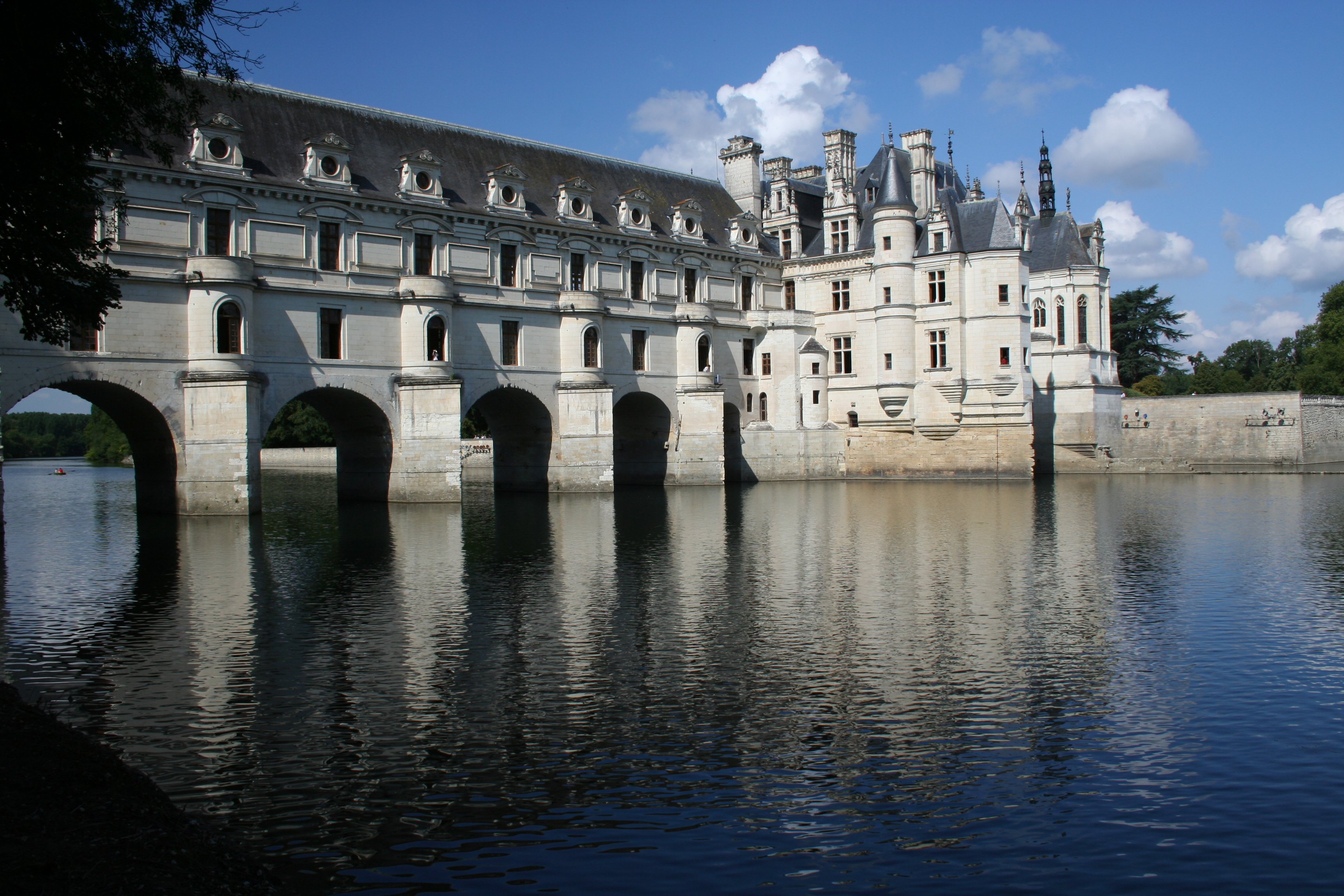
شاتو دو شينونسو ، جانب شير.